# وگاس (ترانه دوجا کت)
«وگاس» (به انگلیسی: Vegas) ترانه‌ای از رپر و خوانندهٔ آمریکایی دوجا کت می‌باشد که از سوی کموساب رکوردز و آرسی‌ای رکوردز به‌عنوان تک‌آهنگ اصلی موسیقی متن فیلم زندگینامه‌ای الویس به‌کارگردانی باز لورمن در ۶ مهٔ ۲۰۲۲ منتشر گردید. موزیک ویدئو این ترانه در ۲ ژوئن ۲۰۲۲ منتشر شد. این ترانه به هفتمین تک‌آهنگ دوجا کت تبدیل شد که به جمع ده ترانهٔ برتر جدول بیلبورد هات ۱۰۰ آمریکا راه یافت. و نامزد جایزهٔ بهترین اجرای رپ در شصت و پنجمین مراسم جایزه گرمی و نامزد بهترین ترانه در جوایز سینمایی ام‌تی‌وی ۲۰۲۳ شد.